# Василенки (Марий Эл)
Василенки (мар. Васли почиҥга) — деревня в Сернурском районе Республики Марий Эл. Входит в состав Казанского сельского поселения.

## География
Находится в северо-восточной части республики Марий Эл на расстоянии приблизительно 23 км на север от районного центра посёлка Сернур.

## История
Известна с 1836 года, когда здесь числилось 7 дворов и 55 жителей. В 1885 году в починке (тогда Чукша Мучаш) числилось 17 дворов, 113 жителей. В 1927 году в 25 хозяйствах проживали 130 человек, мари. В 1975 году в 28 дворах проживали 108 человек. В деревне имелись магазин, телятник на 600 голов, телефон. В 1996 году в 21 хозяйстве насчитывалось 65 человек. В 2005 году оставалось 28 дворов. В советское время работали колхозы «Волгенче», «Заря», имени Хрущёва и совхоз «Казанский».

## Население
Население составляло 55 человек (мари 100 %) в 2002 году, 49 в 2010.